# Клінтон (Північна Кароліна)
Клінтон (англ. Clinton) — місто (англ. city) в США, в окрузі Сампсон штату Північна Кароліна. Населення — 8383 особи (2020).

## Географія
Клінтон розташований за координатами 35°0′2″ пн. ш. 78°19′54″ зх. д. / 35.00056° пн. ш. 78.33167° зх. д. (35.000430, -78.331540).  За даними Бюро перепису населення США в 2010 році місто мало площу 19,93 км², з яких 19,88 км² — суходіл та 0,05 км² — водойми.

## Демографія
Згідно з переписом 2010 року, у місті мешкало 8639 осіб у 3392 домогосподарствах у складі 2068 родин. Густота населення становила 433 особи/км².  Було 3711 помешкання (186/км²).
Расовий склад населення:
| - 48,9 % — білих - 40,5 % — чорних або афроамериканців - 1,2 % — корінних американців - 1,1 % — азіатів - 6,1 % — осіб інших рас |

До двох чи більше рас належало 2,2 %. Частка іспаномовних становила 9,2 % від усіх жителів.
За віковим діапазоном населення розподілялося таким чином: 21,9 % — особи молодші 18 років, 57,5 % — особи у віці 18—64 років, 20,6 % — особи у віці 65 років та старші. Медіана віку мешканця становила 42,1 року. На 100 осіб жіночої статі у місті припадало 90,5 чоловіків;  на 100 жінок у віці від 18 років та старших — 86,7 чоловіків також старших 18 років.
Середній дохід на одне домашнє господарство  становив 52 410 доларів США (медіана — 31 997), а середній дохід на одну сім'ю — 67 092 долари (медіана — 46 674). Медіана доходів становила 39 318 доларів для чоловіків та 30 410 доларів для жінок. За межею бідності перебувало 29,2 % осіб, у тому числі 41,4 % дітей у віці до 18 років та 17,2 % осіб у віці 65 років та старших.
Цивільне працевлаштоване населення становило 3348 осіб. Основні галузі зайнятості: освіта, охорона здоров'я та соціальна допомога — 26,8 %, роздрібна торгівля — 15,5 %, виробництво — 15,1 %.